# Richard Wright (1908–1960)
Richard Wright (ur. 4 września 1908 w Roxie, stan Missisipi, zm. 28 listopada 1960 w Paryżu) – amerykański pisarz.
Dzieciństwo spędził w Memphis (Tennessee) i w Jackson (Missisipi). Zaznał tam rasizmu. Później przenosił się do coraz większych miast – Chicago, Nowego Jorku (1937) i Paryża (1946).
Chodził do liceum w Jackson, ale go nie ukończył z przyczyn finansowych. Uczył się sam, czytając wiele książek. Potem w Chicago zaczął pisać i związał się z partią komunistyczną. W 1937 stał się znany w całym kraju dzięki zbiorowi opowiadań Uncle Tom’s Children, opowiadającemu o linczach w swoich rodzinnych stronach. Wkrótce powstała powieść Native Son (Syn swego kraju, 1940), gdzie czarnoskóry główny bohater od początku skazany jest na brutalną klęskę w getcie Chicago.
Sławna jest jego autobiografia Black Boy (1945). W 1947 stał się obywatelem Francji, rozczarowany „amerykańskim snem”. Wiele podróżował. Zerwał z komunizmem.
Zmarł na atak serca, wcześniej przez trzy lata cierpiąc z powodu czerwonki przywiezionej z Afryki.
Miał dwie żony; z drugą dwie córki.